# Lagidium viscacia sarae
La vizcacha de la sierra o chinchillón (Lagidium viscacia sarae) es una de las subespecies en que se subdivide la especie Lagidium viscacia, un roedor de la familia de las chinchillas. Se distribuye en el oeste del Cono Sur de Sudamérica.

## Taxonomía
Esta subespecie fue descrita originalmente como especie plena en el año 1926 por el mastozoólogo británico Michael Rogers Oldfield Thomas y el zoólogo J. Saint Leger, bajo la combinación científica de Lagidium sarae.
En el año 1943 W. Osgood la combinó como: Lagidium viscacia sarae.
Localidad tipo
La localidad tipo referida es: “Pino Hachado a una altitud de alrededor de 1500 msnm (departamento Picunches), provincia del Neuquén, Argentina”.
Relaciones filogenéticas
La ubicación sistemática y relaciones respecto a otras población relacionadas aún distan de estar clarificadas, divergiendo los distintos autores en sus consideraciones. Por ejemplo, para J. R. Ellerman, u O. P. Pearson, L. v. boxi merece ser elevada a la consideración de especie plena, incluyendo en ella a Lagidium viscacia sarae, quedando su denominación por tanto como Lagidium boxi sarae.

## Distribución
Esta subespecie se distribuye de manera endémica en el noroeste de la Patagonia argentina. La localidad tipo es del centro-oeste de la provincia de Neuquén. 
En el año 1961, el zoólogo y paleontólogo español —nacionalizado argentino— Ángel Cabrera, sin dar razones que lo justifiquen, la extendió hasta el oeste de Río Negro; Aníbal Parera la proyectó hasta el noroeste de dicha provincia.
Se desconoce si pertenecen a este taxón (o a L. v. viatorum) las poblaciones que habitan en la mitad sur de la provincia de Mendoza, especialmente en la zona de la Payunia del departamento Malargüe, y en el extremo noroeste de la provincia de La Pampa, en la zona de la serranía El Peralito, Departamento Chical Co.
También habita en el centro-sur de Chile, en la provincia de Cautín (Región de la Araucanía) y en la laguna de La Laja (Región del Bío-Bío).

## Características
Este taxón es un roedor bastante grande, de cabeza corta y redondeada, grandes ojos oscuros y orejas siempre erectas, cortas (con respecto a otras subespecies). A ambos lados del hocico exhibe muy largas vibrisas, rígidas, oscuras, las que apuntan hacia abajo y hacia atrás. Tanto sus molariformes como sus incisivos crecen en forma continua; estos últimos son delgados y con su capa de esmalte decolorada.
Posee un pelaje suave, denso y lanoso, el cual exhibe un patrón cromático dorsal (incluida la cabeza) gris oscuro sin sufusión amarillenta (que lo separa de L. v. boxi cuyo dorso es anteado con sufusión amarillenta).
Contrasta con el color dorsal una línea longitudinal vertebral de color más oscuro.
Ventralmente es claro, a menudo blanquecino, crema o acanelado.
Todas sus extremidades tienen 4 dedos; las almohadillas plantares son las únicas zonas desnudas de pelaje de todo su cuerpo. Las anteriores son más cortas, y sus débiles uñas no le sirven para cavar. Las posteriores son mayores y cuentan con fuerte musculatura y largos pies, que le permite escapar de sus predadores saltando entre las rocas. Los pelos de los pies son oscuros.
La cola es alargada y está cubierta por pelos largos, los que en su parte dorsal muestran mayor longitud y rigidez, concluyendo en su extremo en un mechón con forma de pincel. Normalmente, la cola se encuentra doblada hacia arriba; solamente la libera de esa posición cuando se desplaza entre las rocas, en razón de que cumple una función de balance para mantener la estabilidad durante sus grandes saltos.

## Historia natural
Muchos de los aspectos de su historia de vida se conocen poco o aún son especulativos, por lo que mayores estudios científicos se necesitan. 
Hábitat
Sus hábitats característicos siempre poseen abundantes rocas y vegetación no arbórea, rala, incluso desértica; especialmente prefieren acantilados, bardas aisladas, roquedales de cañadones y fuertes pendientes y enclaves rocosos que emergen de altiplanicies, siempre en ambientes agrestes.
Hábitos
Posee hábitos diurnos, con mayor actividad en las primeras y últimas horas del día. Es de costumbres gregarias, viviendo en grupos familiares o colonias. Cada individuo o pareja defiende un pequeño territorio, el cual se centra en la grieta entre las rocas que utilizan como guarida y una superficie de su derredor, la que incluye un área con tierra suelta que es empleada como revolcadero para empolvar su pelaje con el objetivo de que este conserve sus cualidades aislantes. También suele contar con una plataforma rocosa o balcón de descanso, donde toma baños de sol y sobre el cual la pareja realiza entre sí sesiones de espulgamiento y acicalamiento. Para mantenerse comunicados o alertar la presencia de posibles predadores, emiten una serie de sonidos de contacto y alarma.
Dieta y depredadores
Se alimenta solamente de vegetales, en especial de gramíneas. Durante el invierno no hibernan; frente a temporadas de frío riguroso pueden descender altitudinalmente buscando mejores condiciones de vida.
Entre sus predadores se encontrarían el puma (Puma concolor), el zorro colorado o culpeo (Lycalopex culpaeus culpaeus) y ocasionalmente grandes aves rapaces de hábitos diurnos, en especial el águila mora (Geranoaetus melanoleucus) y el ñacurutú patagónico o tucúquere (Bubo virginianus magellanicus), un strigiforme de hábitos crepusculares-nocturnos.
Reproducción
Se conoce muy poco de sus hábitos de cría. La temporada reproductiva abarcaría desde la primavera hasta el fin del verano. La hembra podría ser poliéstrica, pudiendo parir 2 o 3 veces cada año, si las condiciones le son propicias. Luego de un periodo de gestación de entre 120 y 140 días, dentro de su refugio entre las rocas da a luz a una única cría (raramente 2), la que ya nace con buen desarrollo, los ojos abiertos y la capacidad de complementar con vegetales la lactancia materna, la cual dura unos 60 días. Al llegar su peso a 1 kg, alcanza su madurez sexual, esto ocurre entre los 7 y los 12 meses de vida.
Conservación
Su captura por los humanos fue mayor en el pasado. Es cazada solo localmente, para aprovechar su carne y, en menor medida, su piel, de escaso valor comercial ya que la pelecha continuada de su pelaje hace que en todos los meses del año su piel no sea apta para un aprovechamiento industrial. Al poseer un hábitat poco utilizable desde el punto de vista agropecuario, no ha sido alterado, por lo cual el estado de conservación de sus poblaciones no presentaría problemas. 